# Saturno devorando um filho
O quadro Saturno devorando um filho (espanhol: Saturno devorando a un hijo) é uma das pinturas a óleo sobre reboco que fazia parte da decoração dos muros da casa que Francisco de Goya adquiriu em 1819 chamada a Quinta del Sordo. Pertence, portanto, à série das Pinturas negras.
A obra, junto com as restantes "Pinturas negras" foi trasladada de reboco para tela em 1873 por Salvador Martínez Cubells por encomenda de Frédéric Émile d'Erlanger, um banqueiro belga, que tinha intenção de vendê-las na Exposição Universal de Paris de 1878. Contudo, as obras não atraíram compradores e ele próprio doou-as, em 1876, ao Museu do Prado, onde atualmente se expõem.
O afresco ocupava um lugar à esquerda da janela, no muro do lado leste, oposto à entrada do corredor do piso térreo da Quinta del Sordo.
Representa o deus Cronos, como é habitual indiferenciado de Chronos (Saturno na mitologia romana), no ato de devorar um dos seus filhos. A figura era um emblema alegórico do passar do tempo, pois Cronos comia os filhos recém nascidos de Reia, sua mulher, por temor a ser destronado por um deles.

## Análise do quadro
O tema de Saturno está relacionado, segundo Freud, com a melancolia e a destruição e estes traços estão presentes nas pinturas negras. Com expressão terrível, Goya situa-nos frente do horror canibal das fauces abertas, os olhos em branco, o gigante envelhecido e a massa informe do corpo sanguinolento do seu filho.
O quadro não somente alude ao deus Chronos, que imutável governa o curso do tempo, senão que também era o reitor do sétimo céu e padroeiro dos septuagenários, como o era já Goya.
O ato de comer o seu filho foi visto, do ponto de vista da psicanálise, como uma figuração da impotência sexual, sobretudo ao compará-lo com outro dos afrescos que decoravam a estância, Judite e Holofernes, tema pictórico no qual a bela judia Judite convida o velho rei assírio Holofernes, então em guerra contra Israel, para um banquete libidinoso e, após se unir sexualmente, decapita-o.
O filho devorado, com um corpo já adulto, ocupa o centro da composição. Assim como na pintura de Judite e Holofernes, um dos temas centrais é o do corpo humano mutilado. Não somente o é o corpo atroz do menino, mas também, mediante o enquadre recolhido e a iluminação de claro-escuro extraordinariamente contrastada, as pernas do deus, sumidas a partir do joelho na negrura, num vácuo imaterial.
Emprega uma gama de brancos e negros, aplicada em manchas de cor grossas, só rota pelo ocre das carnações e a chama fúlgida em branco e vermelho da carne viva do filho. Sánchez Cantón comparou-o com o que pintara Rubens em 1636 para a Torre da Parada do Palácio de El Pardo de Madrid. No seu estudo assinala como a violência do de Goya é muito superior, despojado do seu pretexto de mitologia, prefigurando com isso o expressionismo.
Outra análise pode ser feita, se tomando por base a mitologia grega onde a imagem que se tem de Chronos (chamado de Saturno pelos romanos), é a de um homem que devora o seu próprio filho, num ato de canibalismo difícil de compreender na actualidade. No entanto, esta representação deve-se ao fato de os antigos gregos tomarem Chronos como o criador do tempo, logo de tudo o que existe e possa ser relatado, a exemplo do Deus único e criador dos cristãos, judeus e muçulmanos, sendo que, por este fato, se consideravam como filhos do tempo (Chronos), e uma vez que é impossível fugir do tempo, todos seriam mais cedo ou mais tarde vencidos (devorados) pelo tempo. 